# Haile Goitom
Haile Goitom (ur. 15 stycznia 1986) – erytrejski piłkarz, grający na pozycji obrońcy.

## Kariera piłkarska

### Kariera klubowa
W 2002 rozpoczął karierę piłkarską w Red Sea FC. W 2007 roku przeniósł się do Al-Merghani. W 2009 przeszedł do Al-Mawrada.

### Kariera reprezentacyjna
W 2011 debiutował w narodowej reprezentacji Erytrei. Łącznie rozegrał 5 meczów.